# Josep Roca i Roca

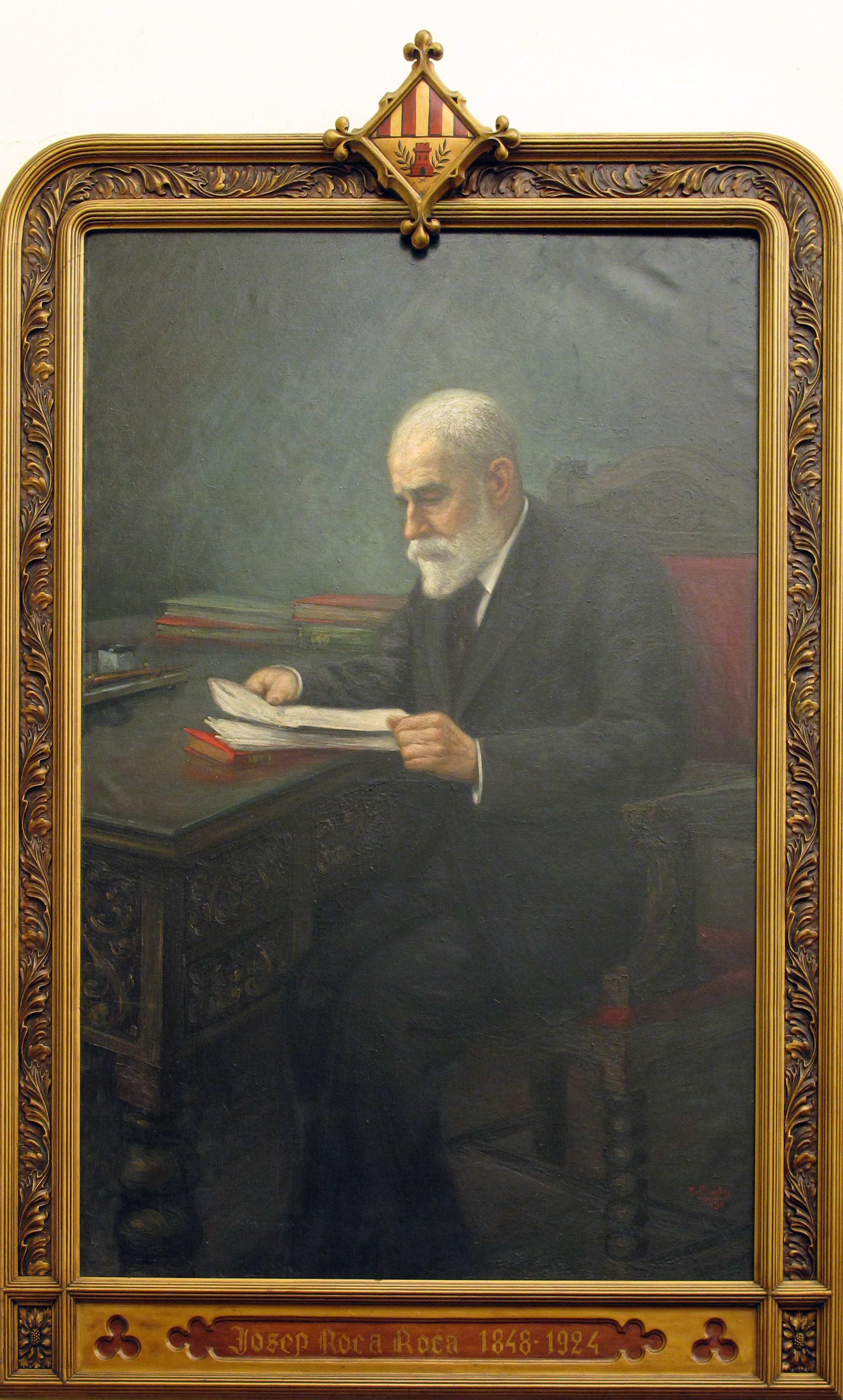
Retrat de Josep Roca i Roca a la galeria de terrassencs il·lustres de l'Ajuntament de Terrassa

Josep Roca i Roca (Terrassa, Vallès Occidental, 1848 - Barcelona, 1924) fou un periodista, escriptor i polític català.

## Biografia
Des de molt jove fou força actiu dins el moviment catalanista com a periodista. Fou col·laborador de Francesc Pelagi Briz dins la Jove Catalunya, fou redactor d'El Calendari Català, secretari de redacció de Lo Gai Saber (on publicà la traducció al català de Lo cíclop d'Eurípides i el Calendau de Frederic Mistral) i col·laborà sovint en La Renaixença. També destacà en la sàtira política als diaris Lo Cop (1868), Lo Ponton (1870), La Campana de Gràcia i L'Esquella de la Torratxa, de la qual fou director del 1878 al 1908. El 1908 fundà La Campana Catalana, però va tenir una durada curta.
També participà en les tertúlies de la rebotiga de Frederic Soler, on defensà l'ús del català que ara es parla per a aconseguir una major popularització de la literatura catalana, i en aquest sentit intentà d'influir en els Jocs Florals de Barcelona. Políticament, figurà primer dins el republicanisme federal. Durant la Restauració, feu costat a Emilio Castelar i a la Unió Republicana. Fou un dels principals introductors d'Alejandro Lerroux el 1901, del qual se separà el 1906. Formà part llavors del comitè executiu de la Solidaritat Catalana en representació dels republicans de Nicolás Salmerón i el 14 d'abril de 1907 llegí el Programa del Tívoli. El maig de 1909 fou regidor de l'Ajuntament de Barcelona i es passà a la Unió Federal Nacionalista Republicana.
Part del seu arxiu passà a la Biblioteca de Catalunya.
Té un carrer dedicat a Terrassa

## Obres

### Teatre

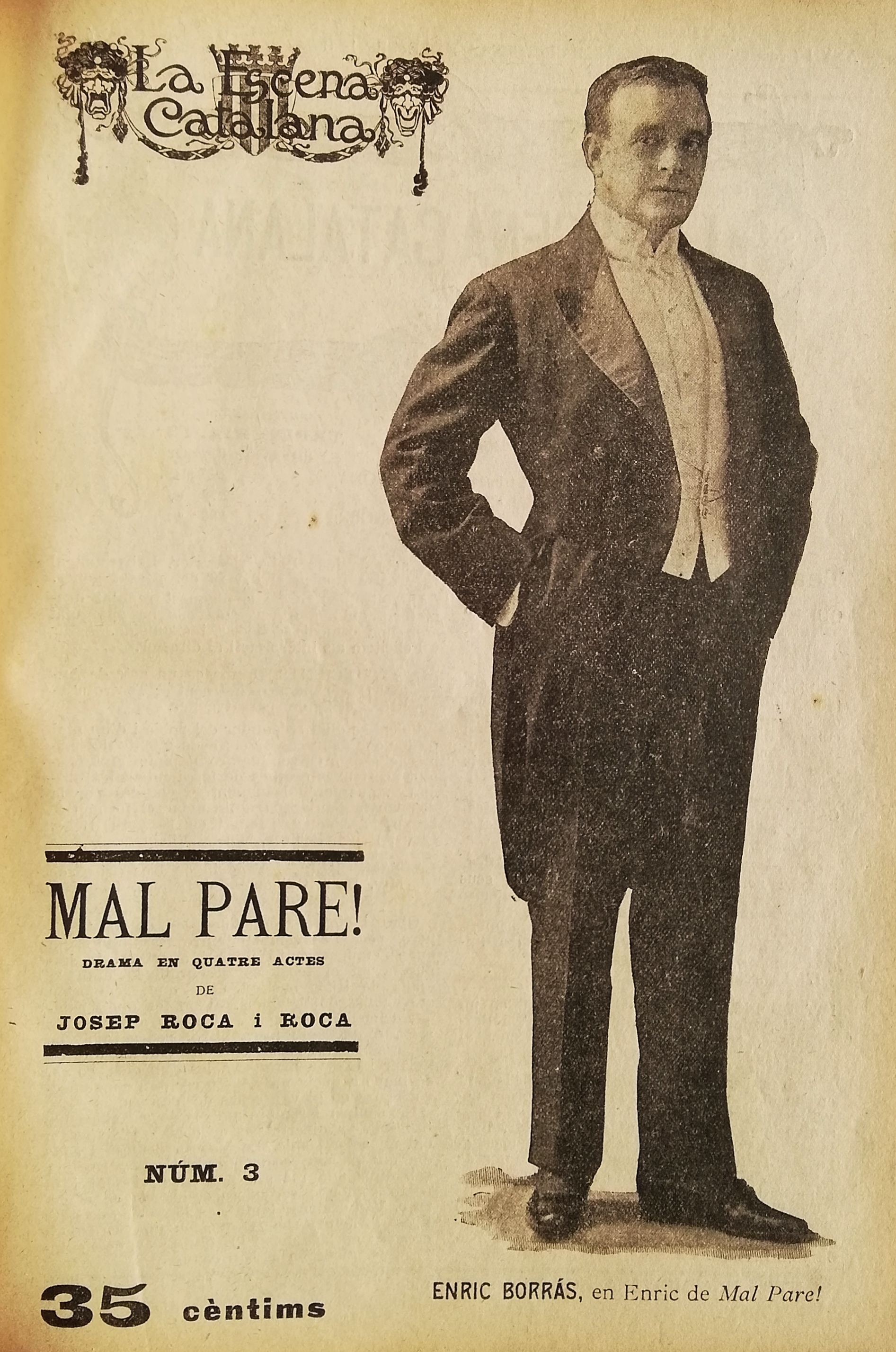
Mal Pare! drama en quatre actes de Josep Roca i Roca. Publicat per La Escena Catalana l'any 1918

- Mal Pare! drama en quatre actes de Josep Roca i Roca. Publicat per La Escena Catalana l'any 19181870, 30 de juny. La Passió política. Tragicomèdia satírica i històrica en 4 actes i 11 quadres. En col·laboració de Joan Alonso de Real. Estrenada al gran teatre saló dels Camps Elisis de Barcelona.
- 1874. La criada. Sarsuela en 2 actes i en vers. Llibret en col·laboració amb Eduard Vidal i de Valenciano. Música de Josep Navarro.Estrenada al Teatre Tívoli de Barcelona el 10 de setembre de 1874.
- 1875. Micos, extravagància lírico-dramàtica en 1 acte i en vers, llibret en col·laboració amb Eduard Vidal i de Valenciano, música de Joan Rius, estrenada al Teatre Tívoli de Barcelona el 10 de juliol de 1875.
- 1875. Joc de nois. Llibret en col·laboració amb Eduard Vidal i de Valenciano. Música de: ?. Estrenada al Teatre Tívoli de Barcelona el 2 d'agost de 1875.
- 1886, 17 de febrer. Mal pare!. Drama en 4 actes i en prosa. Estrenat per l'Associació d'Autors Catalans al teatre Novetats de Barcelona.
- 1886, 24 de novembre. El bordet. Drama en tres actes i en prosa. Estrenat per l'Associació d'Autors Catalans al teatre Catalunya de Barcelona.
- 1886, 22 de desembre. Bona jugada. Joguina en un acte i en vers. En col·laboració d'Eduard Vidal i de Valenciano. Estrenada al teatre de Catalunya de Barcelona.
- 1888, 20 de març. El plet d'En Baldomero. Comèdia de costums barcelonins en tres actes i en prosa. Estrenada al teatre Romea de Barcelona.
- 1888, 8 de maig. Cura de cristià. Joguina còmica en un acte i en vers. En col·laboració de Cels Gumà. Estrenada al teatre Romea de Barcelona.

### En castellà
- 1879, 21 de setembre. El cuchillo de plata. En col·laboració d'Eduard Vidal i de Valenciano. Estrenat al Teatre Espanyol de Barcelona.
- Las dos huérfanas (amb Eduard Vidal i de Valenciano)
- Barcelona en la mano (1895)
- Contribución de sangre... (1870)